# Online markedsføring
Online markedsføring er traditionel markedsføring via internettet. Området strækker siger over emner som søgemaskineoptimering, e-mail markedsføring, konverteringsoptimering, pay-per-click, sociale medier, webanalyse, videomarkedsføring og podcasting. Søgemaskineoptimering, social media marketing, PPC og e-mail markedsføring kaldes omtales ligeledes ofte som de fire digitale kanaler. Hver kanal kan dog inddeles i en lang række underkategorier. Søgemaskineoptimering gælder således for såvel interne som eksterne søgemaskiner. Google er en ekstern søgemaskine, ligesom Bing, imens Amazon og Ebay er eksempler på interne søgemaskiner. PPC kan ligeledes bruges om en lang række forskellige annonceformer som bruges på en lang række digitale medier herunder særligt Google Adwords, Bing Ads, Google Shopping, Youtube-annoncering og display-annoncering. Online marketing omtales ofte også som digital marketing, selvom at flere fremtrædende eksperter mener, at dette begreb er misvisende og i stedet mener mange at digital marketing kun burde omtales som 'marketing'. 
At markedsføre sig online har til formål at få sit budskab og eller produkt præsenteret for så mange relevante mennesker som muligt og herefter overbevise dem om, at de gerne vil have de produkter man sælger eller lytte til de budskaber man kommer med.